# August Crome
August Friedrich Philip Crome (17. september 1823 i Lübeck – 18. november 1904 på Frederiksberg) var en dansk konsul og erhvervsmand, der sammen med Moritz Goldschmidt grundlagde stormagasinet Crome & Goldschmidt i Horsens 1860. Oprindelig kom han fra Lübeck. Før hans samarbejde med Goldschmidt havde han arbejdet som købmand samt bestyret den Bønnelykkeske Tobaksfabrik i Horsens. Han var far til Fritz Crome.
Crome blev 8. september 1858 preussisk konsul for Skanderborg og Vejle Amter.
Han ægtede 1. gang 23. juni 1858 i Horsens Anna Dorothea Bang (9. juni 1837 i Horsens – 21. august 1864), datter af svensk-norsk vicekonsul, købmand Jens Tykjær Bang. 2. gang ægtede han 12. februar 1878 på Frederiksberg Thora Rothe (31. juli 1845 i Vemmelev – ).
Han er begravet på Solbjerg Parkkirkegård, men gravstedet er siden blevet nedlagt.